# Berberis schwerinii
Berberis schwerinii är en berberisväxtart som beskrevs av Schneider. Berberis schwerinii ingår i släktet berberisar, och familjen berberisväxter. Inga underarter finns listade i Catalogue of Life.